# Friedel-Craftsova reakcija
Friedel–Craftsove reakcije so niz kemijskih reakcij, ki sta jih razvila Charles Friedel in James Mason Crafts leta 1877,  v katerih aromatski ogljikovodiki pod katalitskim vplivom ene od Lewisovih kislin, na primer FeCl3, AlCl3, H2SO4, H3PO4, HF ali HgSO4, reagirajo z alkilhalidi, alkoholi, alkeni ali alkini in tvorijo alkilirane aromate. Vse reakcije so aromatske elektrofilne substitucije.
Friedel–Craftsovo alkilacijo se lahko zapiše z naslednjo splošno enačbo:
Reakcija lahko poteče tudi znotraj molekule. Takšna je na primer sinteza dekalina:

## Friedel-Craftsova alkilacija
Med Friedel–Craftsove alkilacije spada alkilacija aromatskega obroča z alkil halidom in močno Lewisovo kislino kot katalizatorjem. Z brezvodnim železovim(III) kloridom kot katalizatorjem se alkilna skupina veže na mestu, kjer je bil pred tem vezan kloridni ion. Splošni mehanizem reakcije je prikazan na naslednji shemi:
Reakcija ima to veliko pomanjkljivost, da je zaradi alkilne verige, ki je donor elektronov, produkt bolj nukleofilen kot reaktant.  Posledica tega je, da se bo substitiural tudi drugi vodikov atom na aromatskem obroču in molekula se bo prealkilirala. Če klorid ni vezan na terciarnem ali sekundarnem ogljikovem atomu, bo poleg tega prišlo tudi do prerazporeditve karbokationa. Ta reaktivnost je posledica relativne stabilnosti terciarnega in sekundarnega karbokationa v primerjavi s primarnimi karbokationi.
Za omejevanje števila alkilacij se lahko izkoristi sterične ovire, kot na primer pri t-butiliranju 1,4-dimetoksibenzena: 
Alkilacije niso omejene samo na alkil halide. Friedel-Craftsove reakcije potekajo z vsemi karbokationskimi intermediati, tudi tistimi, ki izhajajo iz alkenov, kislin, Lewisovih kislin, enonov, in epoksidov. Takšna je na primer sinteza neofil klorida iz benzena in metalil klorida.
H2C=C(CH3)CH2Cl + C6H6 → C6H5C(CH3)2CH2Cl
V eni od študij je bil elektrofil bromonijev ion, dobljen iz alkena in N-bromosukcinimida (NBS):
V tej reakciji je verjetno samarijev(III) triflat tisti, ki aktivira donorja halogena NBS pri tvorjenju halonijevega iona.

## Friedel-Craftsova dealkilacija
Friedel-Craftsova alkilacija je dvosmerna reakcija. Če poteka v obratni smeri, se imenuje Friedel-Craftsova dealkilacija. Alkilno skupino se lahko odstrani z aromatskega obroča v prisotnosti protonov in Lewisove kisline.
V multipli adiciji etil bromida na benzen na primer bi pričakovali, da se bo po prvi substituciji substituiranje nadaljevalo na orto in para položaju, v resnici pa je reakcijski produkt zmes 1,3,5-trietil benzena z vsemi alkilnimi skupinami kot meta substituentami. Za takšen potek reakcije so očitno odločilne sterične ovire, ki favorizirajo meta substitucijo pred sicer termodinamsko bolj ugodnima položajema orto in para. Končen produkt je torej rezultat niza alkilacij in dealkilacij. 

## Friedel-Craftsova acilacija
Friedel-Craftsova acilacija je acilacija aromatskih obročev z acil kloridom in močno Lewisovo kislino kot katalizatorjem. Reakcija poteka tudi s kislinskimi anhidridi. Reakcijski pogoji so podobni pogojem za Friedel-Craftsove alkilacije. Reakcija ima v primerjavi z alkilacijo več prednosti. Zaradi značilnosti karbonilne skupine, da pritegne elektrone, so nastali ketoni vedno manj reaktivni kot izhodne molekule in prekomerna acilacija se ne pojavi. Poleg tega  se zaradi stabilizacije, ki jo povzroči resonančna struktura, v kateri je pozitivni naboj na kisikovem atomu, karbokation ne preuredi. 
Uspešnost Friedel-Craftsove acilacije je odvisna od stabilnosti acil klorida. Formil klorid, na primer, je preveč nestabilen in zato neobstojen. Sinteza benzaldehida po Friedel-Craftsovem postopku je zato mogoča samo tako, da formil klorid nastaja sproti v sami reakcijski zmesi. To se doseže z  Gattermann-Kochovo reakcijo, v kateri se  benzen obdela z ogljikovim monoksidom in vodikovim kloridom pot visokim tlakom in zmesjo katalizatorjev aluminijevega klorida in bakrovega(I) klorida.

### Reakcijski mehanizem
Prvi korak je disociacija kloridnega iona in nastanek acilnega kationa:
V nekaterih primerih se Lewisova kislina veže na kisikov atom acil klorida in tvori adukt.  Sledi nukleofilni napad arena na acilni kation (ali morebitni adukt): 
V tretjem koraku kloridni anion (AlCl−
4) deprotonira obroč (arenijev ion) in tvori HCl, s čimer se katalizator AlCl3 regenerira:
Nastali keton se lahko kasneje z Wolff–Kishnerjevo redukcijo ali Clemmensenovo redukcijo reducira v alkansko substituento. Končni rezultat zaporedja reakcij je enak Friedel–Craftsovi alkilaciji, samo da preureditev ni mogoča.

## Friedel-Craftsova hidroksialkilacija
Areni reagirajo z nekaterimi aldehidi in ketoni in tvorijo hidroksialkilirane produkte. Takšna je na primer reakcija mezitilnega derivata glioksala z benzenom, v  kateri nastane benzoin z alkoholno namesto s karbonilno skupino:

## Friedel-Craftsovo sulfuriranje
Pod pogoji, v katerih potekajo Friedel-Craftsove reakcije, areni reagirajo s sulfonil halidi (R-SO2-X, X=halogen) in anhidridi sulfonskih kislin in tvorijo sulfone (R-SO2-R'). Reakcijo katalizirajo AlCl3, FeCl3, GaCl3, BF3, SbCl5, BiCl3, Bi(OTf)3 in drugi. Intramolekularna Friedel–Craftsova ciklizacija poteka z 2-fenil-1-etansulfonil kloridom, 3-fenil-1-propansulfonil kloridom in 4-fenil-1-butansulfonil kloridom s segrevanjem v nitrobenzenu z AlCl3. Reagirajo tudi sulfenil kloridi in sulfinil kloridi in tvorijo sulfide oziroma sulfokside. Sulfinil kloridi in diaril sulfoksidi se lahko pripravijo iz arenov z reakcijo s tionil kloridom v pristonosti katalizatorjev BiCl3, Bi(OTf)3, LiClO4 ali NaClO4.

## Različice
- Clemmensenova redukcija je redukcija ketonov (ali aldehidov) v alkane s cinkovim amalgamom in klorovodikovo kislino.[17][18]
- Gattermann–Kochova reakcija je Friedel-Craftsova reakcija z ogljikovim monoksidom, klorovodikovo kislino in na primer AlCl3, v kateri iz različnih aromatov nastanejo aromatski aldehidi.[19]
- Gattermannova reakcija ali Gattermannova sinteza aldehidov je reakcija aromatov z vodikovim cianidom.[20]
- Houben–Hoescheva reakcija je reakcija arenov z nitrili, v kateri nastanejo aromatski ketoni.[21][22]
- Friesova premestitev je reakcija, v kateri fenolni estri pretvorijo v  hidroksi aril ketone.[23][24][25][26]
- Schollova reakcija je spajanje dveh aromatskih spojin s pomočjo Lewisove ali protonske kisline.[27][28]
- Zincke-Suhlova reakcija je pretvorba p-krezola v cikloheksadienon s katalizatorjem AlCl3 v tetraklorometanu kot topilu.[29][30][31]
- Blancova klorometilacija je reakcija aromatskega obroča s formaldehidom in vodikovim kloridom, v kateri nastanejo ciklometil areni.[32]
- Bogert–Cookova sinteza je dehidracija in izomerizacija 1-β-feniletilcikloheksanola v oktahidro derivat fenantrena.[33]

- Darzens–Nenitzescujeva sinteza ketonov (1910, 1936) je acilacija cikloheksena z acetil kloridom v metilcikloheksenilketon.[34]
- Nenitzescujeva reduktivna acilacija (1936)  je  sorodna  Darzens–Nenitzescujevi sintezi  ketonov, v kateri se doda nasičen ogljikovodik. Produkt je metilcikloheksilketon.[35]
- Nenckijeva reakcija (1881) je acetilacija fenolov s kislinami v prisotnosti cinkovega klorida.[36][37]
- V zeleni kemiji je v alkilaciji p-ksilena z 2-bromobutanom AlCl3 zamenjan z grafitom. Za primarne halide reakcija ni uporabna.[38]

### Barvila
Friedel-Craftsove reakcije se uporabljajo za sintezo več triarilmetanskih in ksantenskih barvil. Ena od njih je sinteza timolftaleina (indikator pH) iz timola in ftalanhidrida:
Reakcija ftalanhidrida z resorcinolom v prisotnosti cinkovega klorida daje fluorofor fluorescein. Z zamenjavo resorcinola z N,N-dietilaminofenolom nastane rodamin B.

### Haworthove reakcije
Haworthova reakcija je klasičen postopek za sintezo 1-tetralona. V prvem koraku se benzen acilira s sukcinanhidridom (anhidrid butandiojske ali jantarne kisline). Nastali vmesni produkt se reducira in nato z drugo Friedel-Craftsovo acilacijo pretvori v 1-tetralon.
V sorodni reakciji se iz naftalena in sukcinanhidrida v več korakih  sintetizira fenantren.

### Friedel-Craftsovi preskusi za aromatske ogljikovodike
V reakciji kloroforma z aromatskimi spojinami v prisotnosti katalizatorja AlCl3, nastanejo triaril metani, ki so pogosto živo obarvani, kot na primer triarilmeranska barvila. Reakcija je standarden preskus za prisotnost aromatov.